# 노먼 루보프

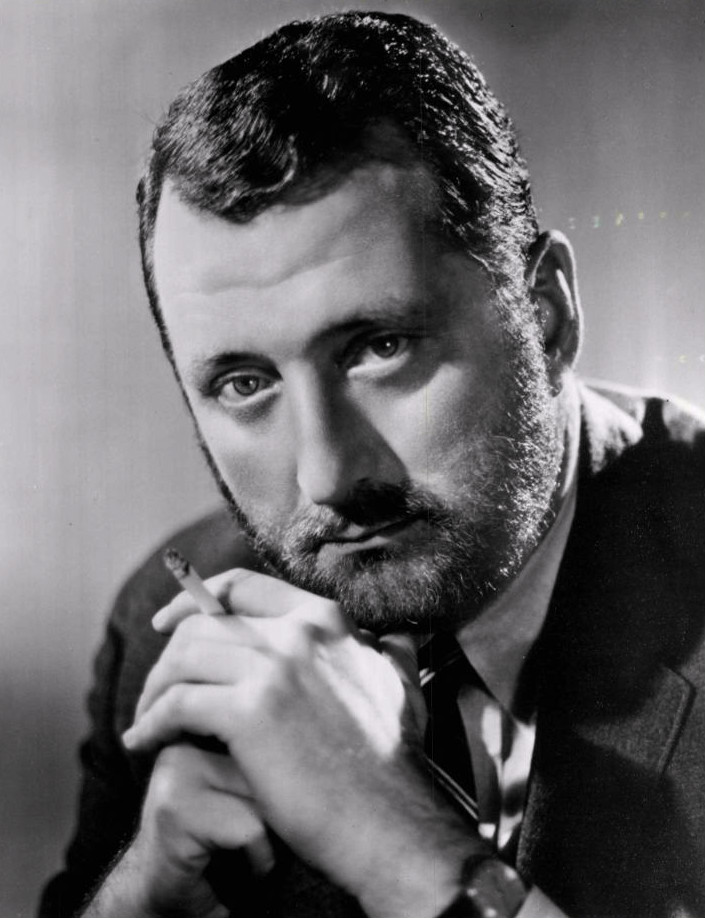
1963년

노먼 루보프(Norman Luboff, 1917년 5월 14일 ~ 1987년 9월 22일)는 미국의 음악 출판자, 합창단 감독이다.
폭넓은 레퍼토리와 아름다운 하모니를 지닌 합창단인 노먼 루보프 합창단(Norman Luboff Choir)의 리더로서 루보프는 시카고에서 태어났다. 시카고 대학을 졸업한 후 방송국의 합창 지휘자를 시초로 활약하기 시작하였으며, 1948년부터 할리우드에 들어가 대편성의 혼성합창단을 이끌었다.  그는 또한 민요연구가로서도 널리 알려져 있어, <옐로 버드>(1958)를 이 합창단의 노래로 소개하기도 하였다.

## 사망
노먼 루보프는 1987년 70세의 나이로 노스캐롤라이나 Bynum의 자신의 집에서 폐암으로 사망했다. 노먼 루보프 컬렉션은 아내에 의해 1993년 미국 의회도서관의 음악부에 기부되었다.